# Борок (Демянский район)
Борок — деревня в Демянском муниципальном районе Новгородской области, входит в состав Жирковского сельского поселения.

## География
Деревня расположена на Валдайской возвышенности, на юго-востоке сельского поселения, к югу от административного центра сельского поселения — деревни Жирково.

## История
О древнем заселении здешних мест свидетельствуют памятники археологии VIII—X вв. находящиеся близ деревни — сопка, находящаяся в 0,5 км юго-западнее деревни, левом берегу Красавки и селище расположенное к юго-востоку от сопки.
В списке населённых мест Демянского уезда Новгородской губернии за 1909 год деревня Борок, что указана на земле Борковского сельского общества была на территории Польской волости; число жителей деревни — 286, число дворов — 50, в деревне тогда имелись: мелочная лавка, часовня и хлебозапасный магазин. По ходатайствам граждан в начале 1918 года Борок был перечислен из Польской волости в Луцкую волость. По постановлению ВЦИК от 3 апреля 1924 года Луцкая волость была упразднена, а деревня Борок вошла в состав новообразованной Демянской волости. Население деревни Борок по переписи населения 1926 года — 315 человек. Затем, с августа 1927 года, деревня Борок в составе Тарасовского сельсовета новообразованного Демянского района новообразованного Новгородского округа в составе переименованной из Северо-Западной в Ленинградскую области. По постановлению ЦИК и СНК СССР от 23 июля 1930 года Новгородский округ был упразднён, а район перешёл в прямое подчинение Леноблисполкому. Население деревни Борок в 1940 году — 312 человека. Германская оккупация — с августа 1941 года по январь 1943 года. Указом Президиума Верховного Совета СССР от 5 июля 1944 года была образована Новгородская область и Демянский район вошёл в её состав.
Во время неудавшейся всесоюзной реформы по делению на сельские и промышленные районы и парторганизации, в соответствии с решениями ноябрьского (1962 года) пленума ЦК КПСС «о перестройке партийного руководства народным хозяйством» с 10 декабря 1962 года был образован крупный Демянский сельский район, а административный Демянский район 1 февраля 1963 года был упразднён. Тарасовский сельсовет тогда вошёл в состав Демянского сельского района. Пленум ЦК КПСС, состоявшийся 16 ноября 1964 года восстановил прежний принцип партийного руководства народным хозяйством, после чего Указом Верховного Совета РСФСР от 12 января 1965 года сельские районы были преобразованы вновь в административные районы и решением Новгородского облисполкома № 6 от 14 января 1965 года Тарасовский сельсовет и деревня в Демянском районе.
После прекращения деятельности Тарасовского сельского Совета в начале 1990-х стала действовать Администрация Тарасовского сельсовета, которая была упразднена в начале 2006 года и деревня Борок, по результатам муниципальной реформы была административным центром муниципального образования — Тарасовское сельское поселение Демянского муниципального района (местное самоуправление), по административно-территориальному устройству была подчинена администрации Тарасовского сельского поселения Демянского района. С 12 апреля 2010 года, после упразднения Тарасовского сельского поселения, деревня вошла в состав Жирковского сельского поселения.

## Население
| 2010 |
| ---- |
| 28   |

### Национальный состав
По переписи населения 2002 года, в деревне Борок проживали 54 человека (91 % русские)